# Arnold Luhaäär
Arnold Luhaäär   (Mõisaküla, 20 de novembre de 1905 - Tallinn, 19 de gener de 1965) fou un aixecador estonià que va competir durant les dècades de 1920 i 1930.
El 1928 va prendre part en els Jocs Olímpics d'Amsterdam, on guanyà la medalla de plata en la prova del pes pesant, per a aixecadors amb un pes superior a 82,5 kg, del programa d'halterofília. El 1936, als Jocs de Berlín, va guanyar la medalla de bronze en aquesta mateixa prova. La Gran Depressió, i posterior crisi econòmica, va impedir la seva participació en els Jocs de Los Angeles de 1932.
En el seu palmarès també destaca una medalla de bronze del pes pesant al Campionat del món de 1938, una de plata al Campionat d'Europa de 1933, així com 8 campionats nacionals i un rècord del món.
El 1931 també va guanyar el campionat nacional de lluita grecoromana. En retirar-se de les competicions passà a fer d'àrbitre i a exercir tasques directives a la Federació d'Estònia d'Halterofília. Des de 1992 se celebra un torneig d'aixecament de peses a la seva ciutat natal de Mõisaküla que duu el seu honor.